# Cénico de Direito
O Cénico de Direito é o grupo de teatro da Faculdade de Direito da Universidade de Lisboa criado em 1954, por António Malaquias de Lemos. Ele foi o primeiro grupo de teatro universitário de Lisboa e é um núcleo da Associação Académica da Universidade de Lisboa
O grupo é composto por alunos da Faculdade de Direito da Universidade de Lisboa e de outras faculdades da cidade de Lisboa.
Deste 1993 que o encenador do grupo é Pedro Wilson.

## História
Ao longo da sua vasta história, o grupo já ganhou diversos prémios e participou em vários festivais de teatro, de entre os quais se destaca:
- Em 1960 participa, pela primeira vez, no Festival de Teatro de Nancy.

- Entre 1961 e 1971, o grupo participa pela segunda vez no Festival de Teatro de Nancy.
- Em 1995, o Cénico publica a primeira edição da Revista Art.245º - Declarações Não Sérias, produzida pelo próprio grupo.
- Em 1999, o grupo organiza o recital Um Mar de Teatro, para a Faculdade de Direito.
- Organiza, em 2004, o I Festival de Teatro Cénico.
- Em 2005, dá-se o II Festival de Teatro Cénico.
- Em 2016 ganhou a Menção de Honra, com a peça A Casa de Bernarda Alba, de Federico García Lorca, no âmbito do FATAL[ligação inativa].
- Ao longo de várias décadas pode contar com a colaboração de encenadores como: Luís Miguel Cintra, Adolph Gutkin, Morais e Castro, entre outros.